# Siggelkow
Siggelkow (pol. Żychlików) – miejscowość i gmina  w Niemczech, w kraju związkowym Meklemburgia-Pomorze Przednie, w powiecie Ludwigslust-Parchim, wchodzi w skład Związku Gmin Eldenburg Lübz.